# Eric Gardner Turner
Sir Eric Gardner Turner CBE (* 26. Februar 1911 in Broomhill, Sheffield, South Yorkshire; † 20. April 1983 in Inverness, Schottland) war ein britischer Klassischer Philologe und Papyrologe.

## Leben
Turner besuchte die King Edward VII School in Sheffield und studierte anschließend am Magdalen College, Oxford. Von 1936 bis 1948 lehrte er classics an der Universität Aberdeen, allerdings mit Unterbrechung von 1941 bis 1945 aufgrund seiner Dienstverpflichtung in der Naval Intelligence Division in Bletchley Park, in der man sich erfolgreich um die Entzifferung des deutschen Nachrichtenverkehrs bemühte. Im Jahr 1948 wurde er zunächst Reader, 1950 Professor für Papyrologie am University College, London, 1978 emeritiert. Im Jahr 1975 wurde er zum Commander of the Order of the British Empire (CBE) ernannt und 1981 in den Adelsstand erhoben. 1956 wurde er zum Mitglied der British Academy gewählt. Die Académie royale des Sciences, des Lettres et des Beaux-Arts de Belgique nahm ihn im Dezember 1974 als assoziiertes Mitglied auf. Seit 1976 war er korrespondierendes Mitglied der Sächsischen Akademie der Wissenschaften. 1977 wurde er in die American Philosophical Society aufgenommen.
Turner arbeitete insbesondere an der Edition der Hibeh Papyri und der Oxyrhynchus Papyri und war an der Entzifferung und Rekonstruktion des sogenannten Neuen Menander, der Papyrusüberlieferung des Komödiendichters beteiligt. Eine viel benutzte Einführung in die Papyrologie stammt ebenso aus seiner Feder wie eine illustrierte Darstellung griechischer Handschriften der Antike.

## Schriften
- Catalogue of Greek and Latin papyri and ostraca in the possession of the University of Aberdeen. University Press, Aberdeen, 1939.
- Bernard Pyne Grenfell, Arthur Surridge Hunt, Eric Gardner Turner (Hgg.): The Hibeh papyri. Egypt Exploration Fund, London, 1906.
- Athenian books in the fifth and fourth centuries B.C. An inaugural lecture delivered at University College London, 22 May 1951. H. K. Lewis and Co., London, 1952.
- Greek Papyri. An Introduction. Oxford University Press, Oxford 1968; first paperback edition 1980, ISBN 0-19-814841-0. Italienische Ausgabe: Rom 1984.
- New fragments of the Misoumenos of Menander. University of London, Institute of Classical Studies, London 1965 (Bulletin of the Institute of Classical Studies, Supplement 17).
- Ménandre. Sept exposés suivis de discussions, Vandoeuvres-Genève 1969. Entretiens préparés et présidés par Eric G. Turner. Fondation Hardt pour l’Etude de l’Antiquité Classique, Vandoeuvres, 1970 (Entretien sur l’Antiquité Classique, t. 16).
- Greek manuscripts of the ancient world. Clarendon Press, Oxford, 1971, ISBN 0-198-14284-6. Second edition revised and enlarged. Edited by Peter J. Parsons. University of London, Institute of Classical Studies, 1987 (Bulletin of the Institute of Classical Studies, 46), ISBN 0-900-58748-2.
- The Papyrologist at Work. Durham, NC, Duke University, 1973.
- mit T. S. Pattie: The written word on papyrus. An exhibition held in The British Museum, 30 July – 27 October 1974. Published for the British Library Board by British Museum Publications Limited. London, British Library, 1974, ISBN 0-7141-0488-4.
- The Typology of the Early Codex. Philadelphia 1977.